# Keystone Kapers
Keystone Kapers is een videospel voor het platform ColecoVision. Het spel werd uitgebracht in 1983. De speler speelt politieagent Officer Keystone Kelly, die de notoire dief genaamd Harry Hooligan moet vangen in een warenhuis van vier verdiepingen hoog. De dief rent zo hard als hij kan om de uitgang op het dak te bereiken.
Op 12 mei 2010 werd de versie van de Atari 2600 uitgebracht in Microsoft's Game Room, bedoeld voor de Xbox 360 en Microsoft Windows.

## Platforms
| Jaar | Platform                      |
| ---- | ----------------------------- |
| 1983 | Atari 2600, Atari 8-bit       |
| 1984 | Atari 5200, ColecoVision, MSX |

## Ontvangst
| Beoordeeld door       | Platform     | Datum           | Score |
| --------------------- | ------------ | --------------- | ----- |
| VideoGame             | Atari 2600   | juni 1991       | 100%  |
| The Video Game Critic | Atari 2600   | 3 augustus 2006 | 91%   |
| Le Geek               | Atari 2600   | juni 2011       | 90%   |
| TeleMatch             | Atari 2600   | juli 1983       | 80%   |
| Game Freaks 365       | Atari 2600   | 2006            | 70%   |
| HonestGamers          | Atari 2600   | 31 juli 2008    | 70%   |
| The Video Game Critic | Atari 5200   | 5 mei 2001      | 67%   |
| All Game Guide        | ColecoVision | 1998            | 60%   |